# Haplochromis tanaos
Haplochromis tanaos är en fiskart som beskrevs av Van Oijen och Witte, 1996. Haplochromis tanaos ingår i släktet Haplochromis och familjen Cichlidae. IUCN kategoriserar arten globalt som livskraftig. Inga underarter finns listade i Catalogue of Life.